# 新帕扎尔国立大学
新帕扎尔国立大学（羅馬化：Državni Univerzitet u Novom Pazaru）是一所坐落于塞尔维亚新帕扎爾的公立大学。该校于2006年创立，创立时下设十个院系。

## 组织和学术
新帕扎尔国立大学由大学理事会、校评议会和校长共同管理，校长对外代表学校。截至2018年，该校有16个学习项目和多个院系。
新帕扎尔国立大学是一所经许可能授予大学学位的学校，该校提供法律、经济、塞尔维亚文学和语言、英语语言和文学、心理学、数学、数学和物理学、计算机科学和数学、计算机科学和物理学、建筑学、土木工程、计算机技术、音频和视频技术、化学、农业生产、食品加工技术、生物学、运动和体育、康复、美术等专业的学士、硕士和博士课程。
2018–19学年中，共有2250名学生就读于新帕扎尔区的新帕扎尔国立大学和新帕扎尔国际大学两所大学。

## 校区规划
该校的主要建筑大多位于新帕扎尔的武克·卡拉季奇大街。该校常在当地的一所肌肉疾病医院和新帕扎尔体育中心开展活动。